# کیشمالا طلعت
کیشمالا طلعت (زاده ۱۸ ژوئن ۲۰۰۲) یک ورزشکار تیراندازی پاکستانی است. او اولین مدال بازی‌های آسیایی پاکستان را در تیراندازی در بازی‌های آسیایی ۲۰۲۲ کسب کرد.

## دوران حرفه‌ای
طلعت در بازی‌های آسیای جنوبی ۲۰۱۹ به مدال نقره دست یافت. او در سال ۲۰۲۲ بورسیه IOC دریافت کرد.
طلعت در سال ۲۰۲۳ در بازی‌های آسیایی ۲۰۲۲ در تپانچه بادی ۱۰ متر زنان مدال برنز را کسب کرد.